# Université Strasbourg-I
Ne doit pas être confondu avec Université Marie-et-Louis-Pasteur.
L’université Louis-Pasteur (nom officiel : Strasbourg-I) a existé entre 1971 et 2008. C’était l’université scientifique de la ville.  Elle a fusionné avec les deux autres universités strasbourgeoises, l'université Marc-Bloch et l'université Robert-Schuman pour former l'université de Strasbourg, le 1er janvier 2009.

## Histoire

### Historique
- Réacteur universitaire de Strasbourg (RUS)
  - Fonctionnement : 1966-1997
  - Démantèlement : 2008-2009
  - Déclassement : 2012

### Présidents de l’université
| Identité                            | Période | Période | Durée |
| Identité                            | Début   | Fin     | Durée |
| ----------------------------------- | ------- | ------- | ----- |
| Guy Ourisson (1926 - 2006)          | 1971    | 1976    | 5 ans |
| Pierre Karli (1926 - 2016)          | 1975    | 1978    | 3 ans |
| François Marcoux (d) (1928 - 1987)  | 1978    | 1982    | 4 ans |
| Henri Duranton (d) (1926 - 2015)    | 1982    | 1987    | 5 ans |
| Gilbert Laustriat (d) (1929 - 1994) | 1987    | 1992    | 5 ans |
| Adrien Schmitt (d) (1938 - 2017)    | 1992    | 1997    | 5 ans |
| Jean-Yves Mérindol (d) (né en 1955) | 1997    | 2002    | 5 ans |
| Bernard Carrière (d) (né en 1946)   | 2002    | 2007    | 5 ans |
| Alain Beretz (né en 1954)           | 2007    | 2008    | 1 an  |

## Structure

### Unités de formation et de recherche

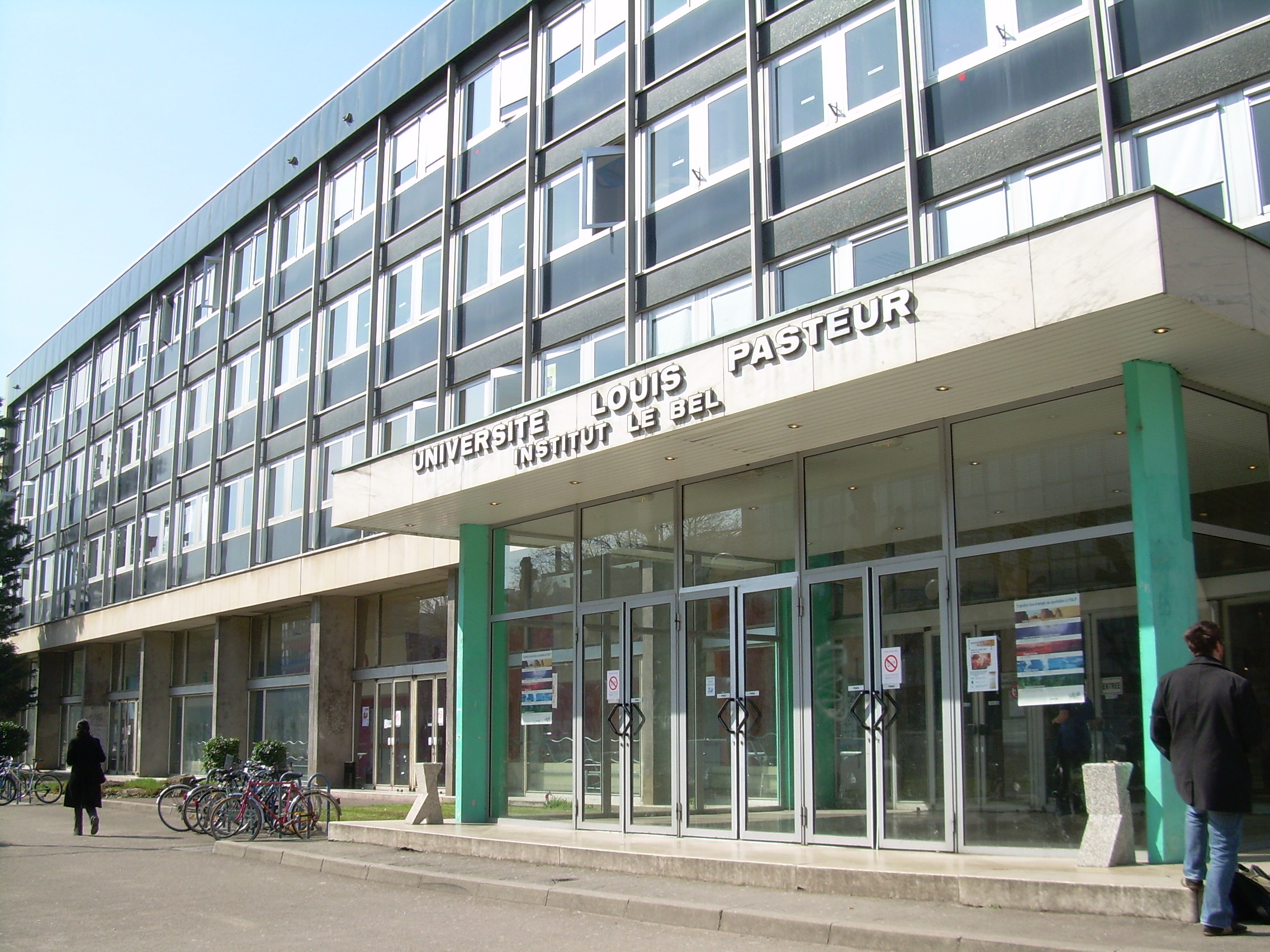
Entrée de l'Institut Le Bel (ILB), sur le campus de l'Esplanade.

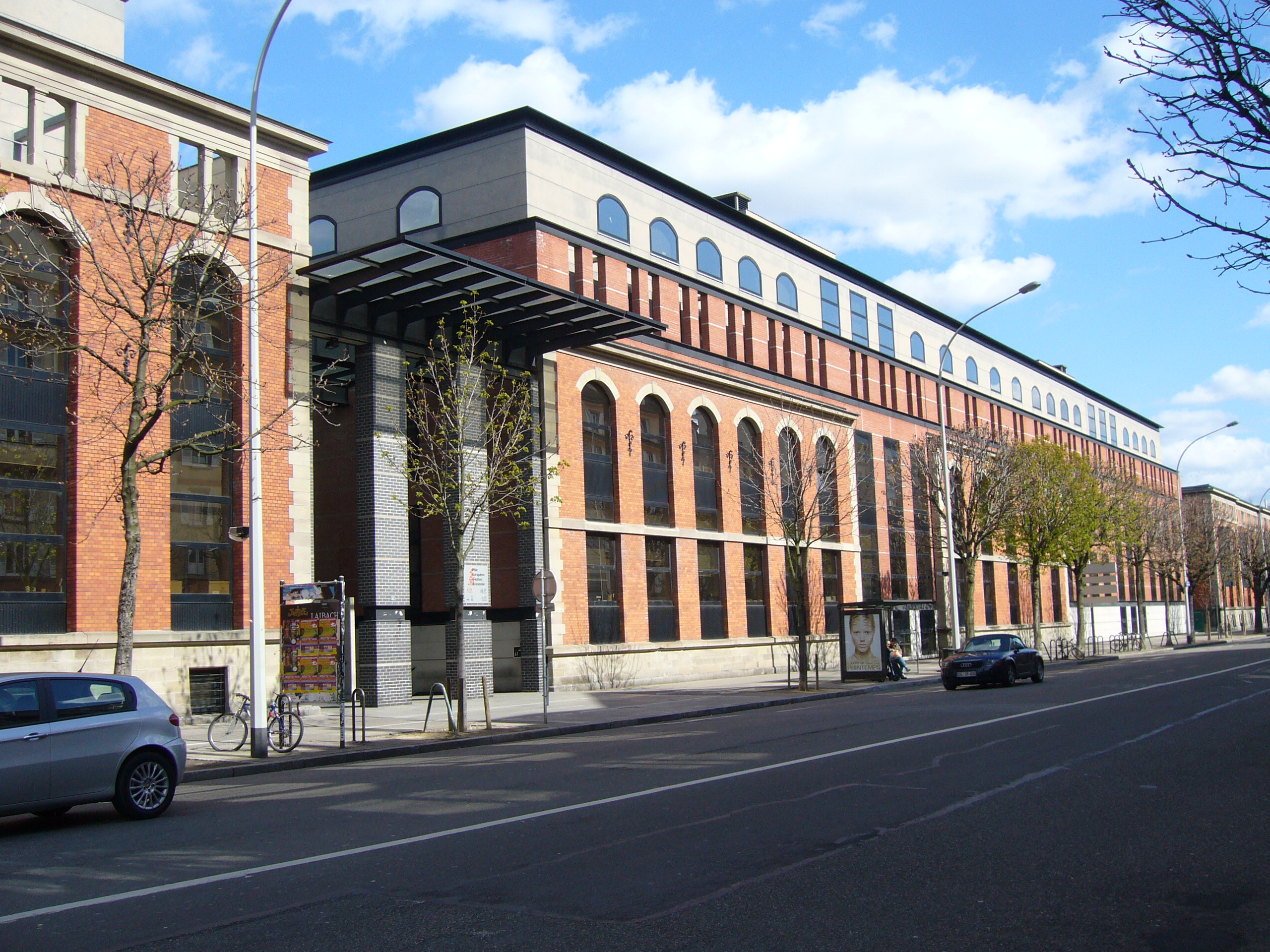
Le pôle européen de gestion et d'économie, où se situe la faculté des sciences économiques et de gestion

Unité de formation et de recherche :
- Faculté de médecine de Strasbourg
- UFR de chirurgie dentaire
- UFR de pharmacie
- UFR de mathématique et d'informatique
- UFR des sciences de la vie
- Observatoire astronomique de Strasbourg
- UFR de chimie
- UFR de sciences physiques
- Institut professionnel des sciences et technologies (IPST)
- UFR de psychologie et des sciences de l'éducation
- UFR de géographie et d'aménagement
- Faculté des sciences économiques et de gestion de Strasbourg
- UFR des langues et sciences humaines (dont LEA)

### Écoles et instituts
- École européenne de chimie, polymères et matériaux (ECPM)
- École nationale supérieure de physique de Strasbourg (ENSPS)
- École et observatoire des sciences de la Terre (EOST)
- École supérieure de biotechnologie de Strasbourg (ESBS)

Institut universitaire de technologie :
- IUT Louis-Pasteur de Schiltigheim
- IUT de Haguenau

## Formation et recherche

### Recherche
13 fédérations de recherche regroupant 74 unités de recherche (dont 44 liées au CNRS, 10 à l'INSERM, 1 à l'INRA).

### Scientométrie
Elle était la seule université française située en région à faire partie des 100 meilleures universités du monde (99e en 2007) d'après un classement académique des universités mondiales. Elle a cependant reculé à la 147e place au classement 2008, 107e en 2009. Elle se situe dans la fourchette 35-58 des meilleures universités européennes et au cinquième rang pour les écoles et universités françaises. Elle est classée 3 852e au niveau mondial par le « Ranking Web of World Universities » basé sur le volume et la qualité des publications électroniques des 6 000 universités classées.

## Vie étudiante

### Évolution démographique
Évolution démographique de la population universitaire 

| 2000   | 2001   | 2002   | 2003   | 2004   | 2005   | 2006   | 2007   |
| ------ | ------ | ------ | ------ | ------ | ------ | ------ | ------ |
| 16 458 | 16 440 | 17 111 | 18 054 | 18 126 | 18 445 | 18 846 | 18 109 |